# Herba de Sant Robert
L'herba de Sant Robert (Geranium robertianum) és una planta herbàcia del gènere geranium.

## Nomenclatura

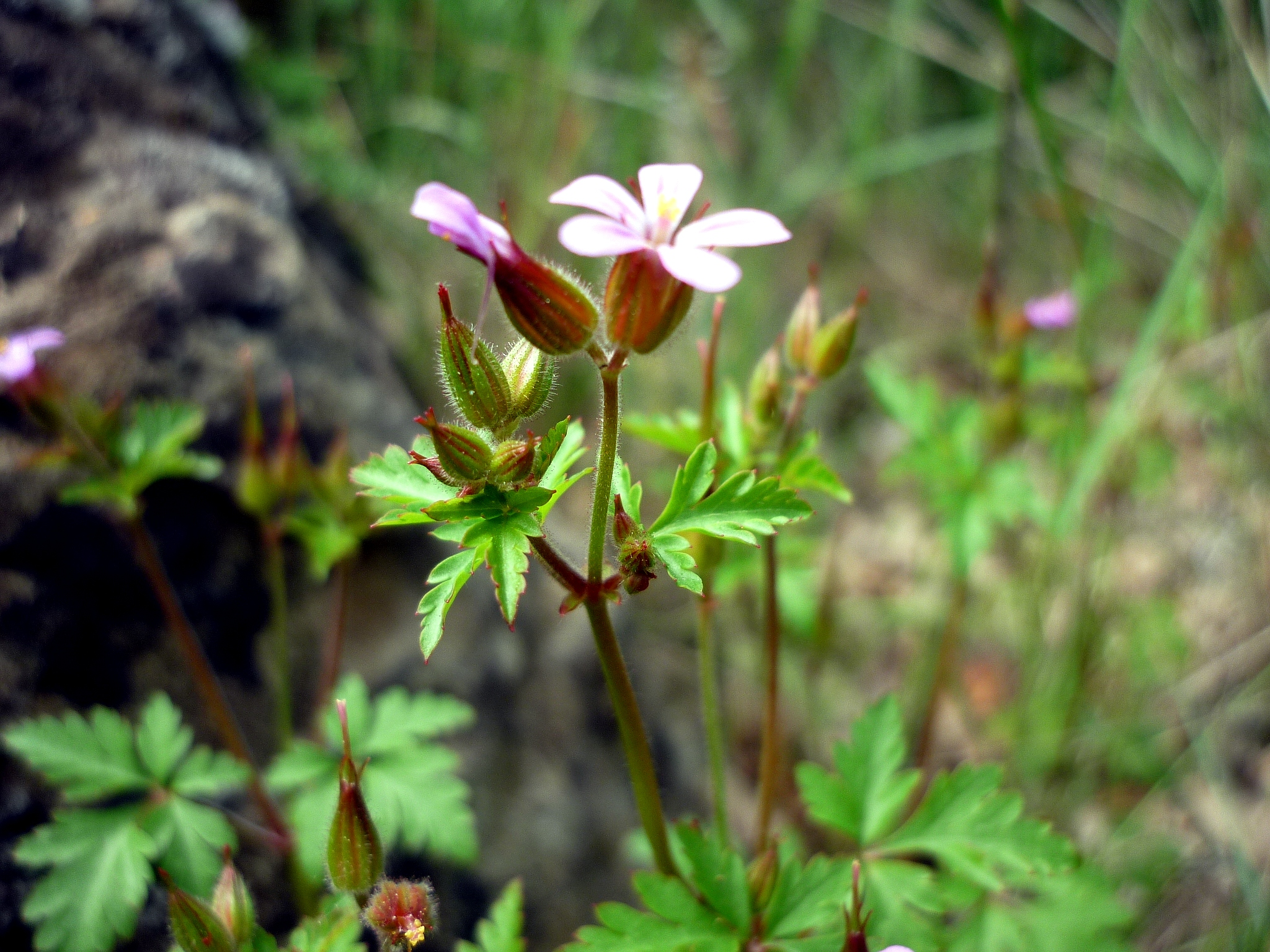
Herba de Sant Robert a Torà

Nom científic complet: Geranium robertianum.
Sinonímia: Robertiella robertiana (L.) Hanks.
Noms populars catalans: güelles salades, herba de Sant Robert, poteta de gall, gerani pudent, gerani, rellotge, herba roberta, agulles.
Etimologia: Gerani és una paraula d'origen grec però que ha arribat a nosaltres gràcies al llatí. Gerani ve de géranos, que en grec significa ‘grua’ (Grus grus), perquè el fruit recorda el bec d'una grua. Finalment indicar que el nom es basa en una metàfora: gr. géranos (grua) > gr. geránion (‘gerani’) > llat. geranium (‘gerani’) > cat. gerani.

## Ecologia

### Distribució mundial
El Geranium robertianum apareix per diverses zones del món:
- Nord d'Àfrica: Algèria, Líbia, Marràqueix i Tunísia.
- Oest d'Àsia: Iran, Turquia, Sibèria (Federació Russa).
- Àsia Soviètica: Kazakhstan, Kirguizstan i Tadjikistan.
- En tot Europa excepte l'extrem nord: Europa de l'est (Belarús, Letònia, Lituània, Estònia i Ucraïna), sud-est d'Europa (Albània, Bulgària, Grècia i Itàlia) i al sud-oest d'Europa (França, Portugal i Espanya).

### Distribució al Principat
A Catalunya aquesta planta es troba a tot el territori català a excepció de la zona interior d'algunes comarques de Lleida com ara la Segarra. Cal destacar que al Principat es diferencien dues subespècies:
- Geranium robertianum subsp. robertianum: robusta i més típica de muntanya.
- Geranium robertianum subsp. purpureum: petita i feble i es troba a les regions mediterrànies poc àrides.

### Hàbitat
Aquest tipus de Geranium apareix en qualsevol racó del país des del nivell del mar fins a 2.000 metres, sempre que sigui un lloc humit, ombrejat i en zones de sòls rics (preferentment calcàris). D'aquesta manera és fàcil trobar-lo entre roques, barrancs, murs vells, terrenys pedregosos, al peu de penya-segats, marges de camps, camins i boscos.

## Descripció

### Òrgans vegetatius
Planta anual o biennal, lleugerament carnosa, i de tonalitats vermelloses. La seva tija vellosa està ramificada des de la base, i mesura entre 10 i 50 cm (60 cm és la seva mida màxima). A més, té uns nusos inflats, llargs i entrecreuats, amb pèls llargs, ascendents i bastant dispersos.
Les fulles són de contorn pentagonal o triangular, amb el limbe d'1 a 9 centímetres, tenen de 3 a 5 lòbuls de darrer ordre apiculats que s'insereixen de manera alterna. Estan sostingudes per un mugró molt desenvolupat a les inferiors, i més curt a les superiors de la tija. Cada fulla té també un parell d'estípules a la base. També cal destacar que la seva rel és gruixuda i napiforme.
Una característica representativa d'aquesta planta és el desagradable olor que desprèn quan s'esclafa qualsevol de les seves parts. L'olor és deguda a una essència volàtil que es perd quan la planta és assecada. L'opinió majoritària compara aquesta olor amb l'olor de l'orina d'alguna persona que ha menjat espàrrecs.

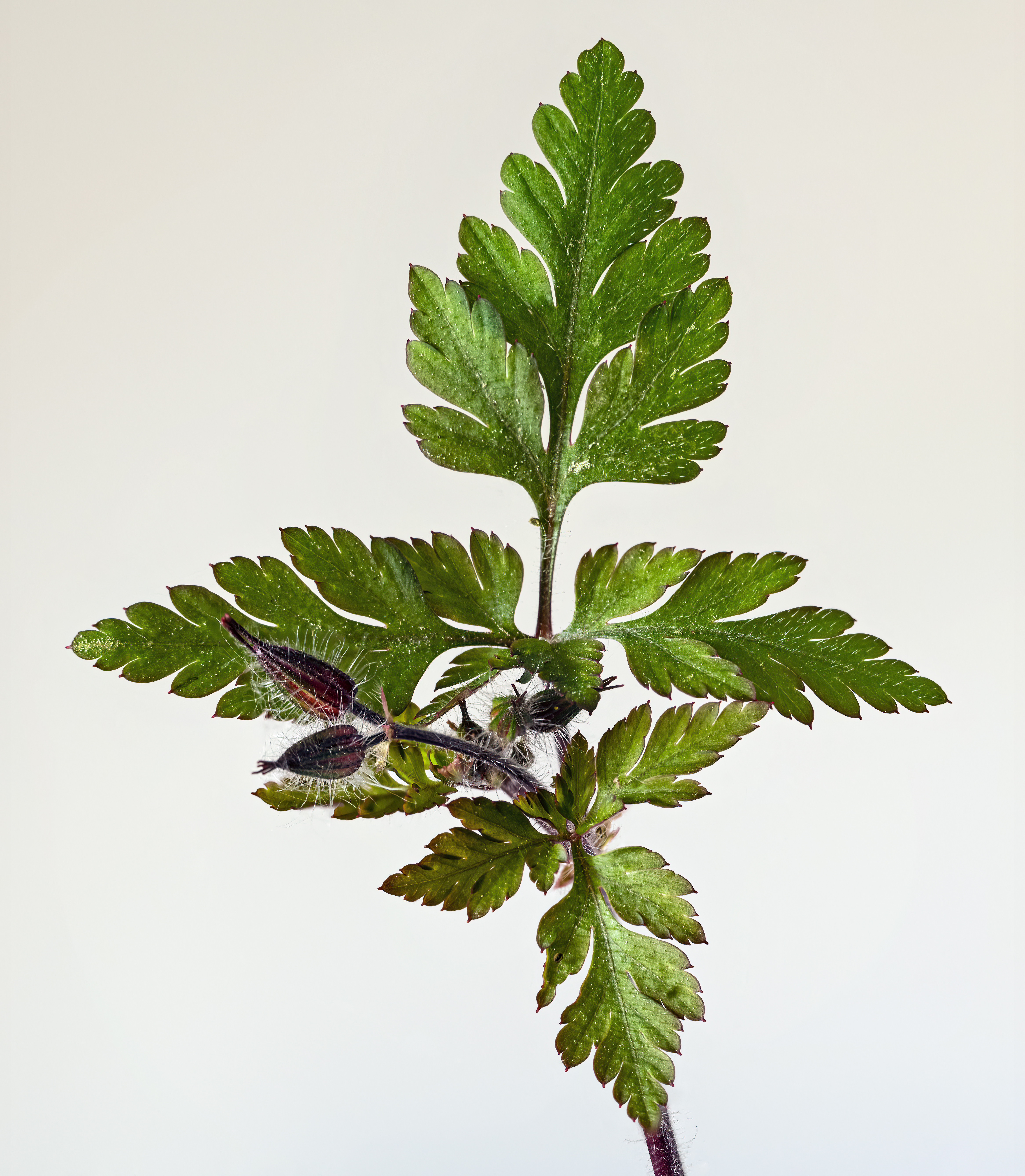
Detall de les fulles
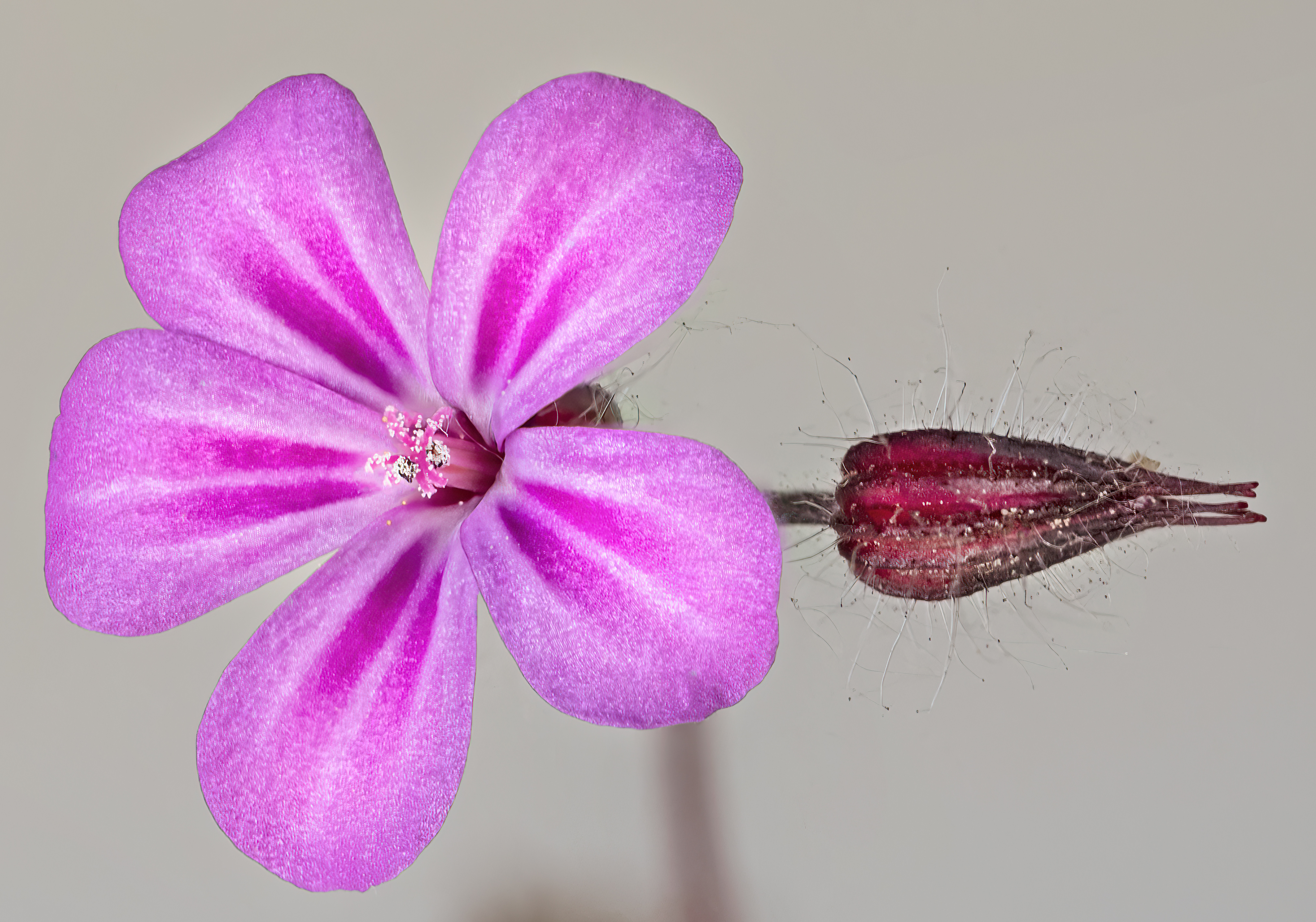
Flor
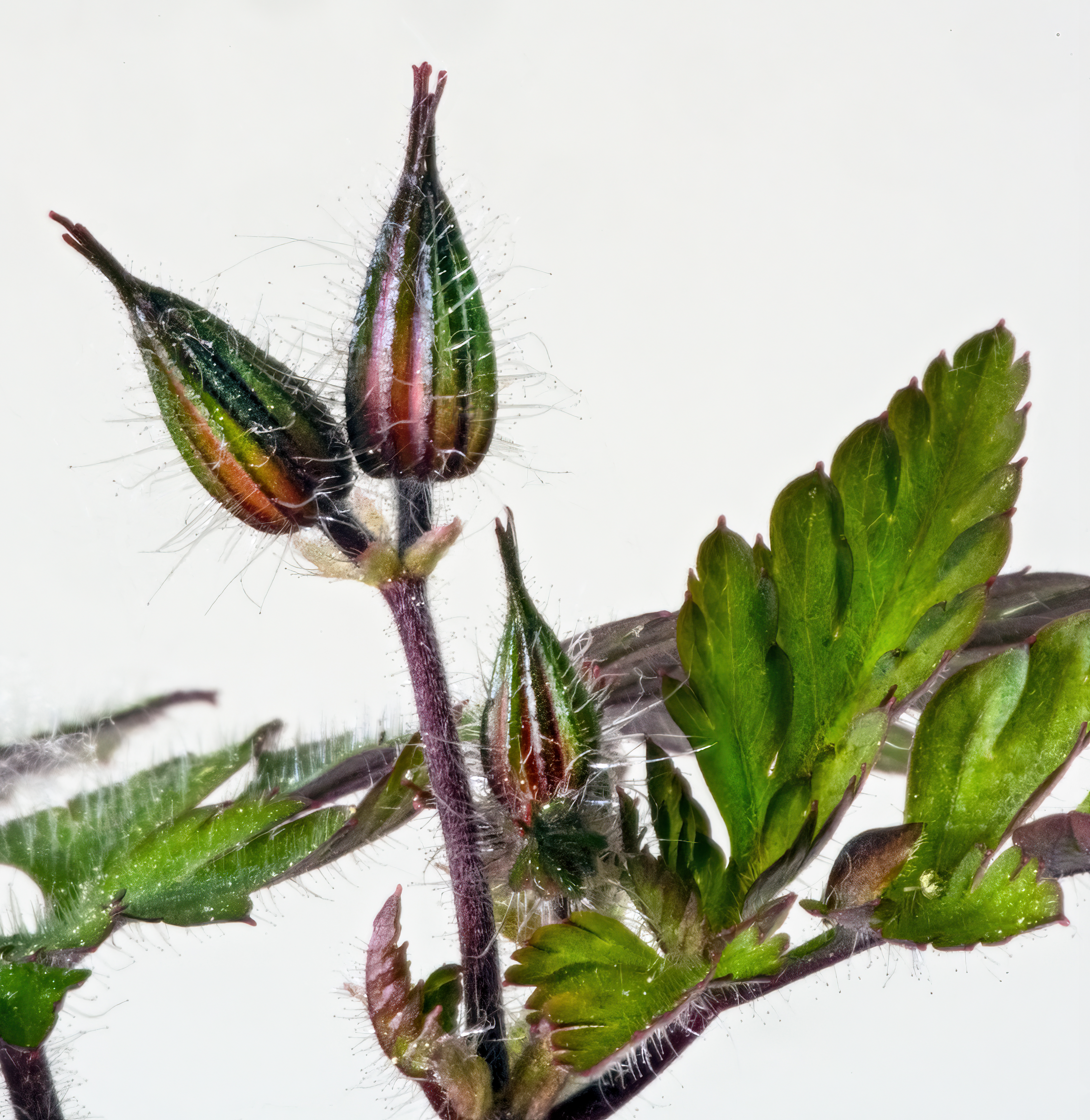
Brots florals
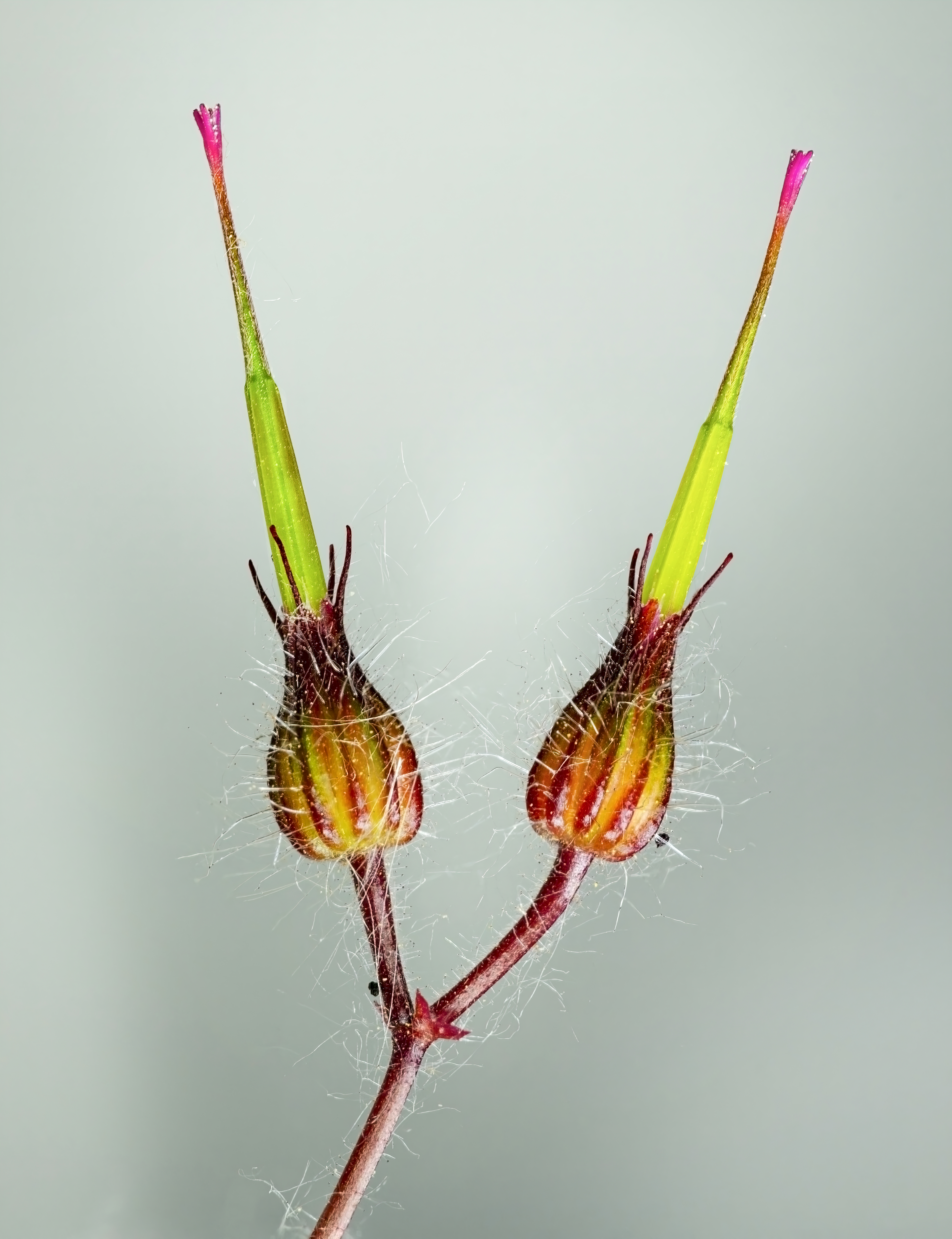
Fruites

### Òrgans reproductors

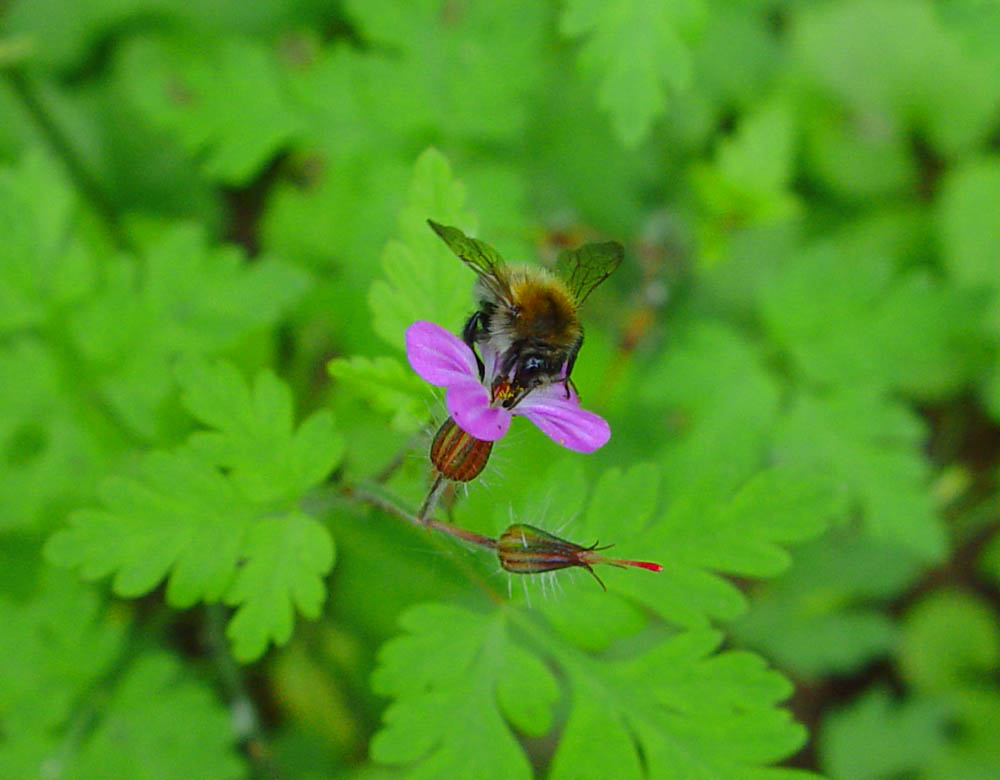
Geranium robertianum

Les seves flors són pentàmeres, actinomorfes, hermafrodites i amb les peces del periant lliures. Creixen amb dos parells de pètals de 9 a 13 mil·límetres, que són de color rosa brillant amb venes blanques, i ovatocuneats.
El limbe és de 9 mil·límetres (d'un centímetre aproximadament, però pot ser més llarg) gràcies a la presència de llargs peduncles. Els 4 pètals tenen l'ungla tant o més llarga que aquest. A més s'agrupen en inflorescències cimoses, és a dir, tant l'eix principal com les seves ramificacions laterals o eixos secundaris acaben en una flor, exactament en peduncles biflors que poden tenir pèls glandulars. Cadascuna té 5 sèpals de 7 a 9 mil·límetres, lanceolats, aristats i hirsuts; que es mantenen erectes durant la floració. Floreix a partir del mes d'abril i en les zones elevades durant la major part de l'estiu.
L'androceu està format per 5 estams que produeixen pol·len taronja. Les anteres són dorsifixes, introrses i de dehiscència longitudinal.
El gineceu està format per 5 carpels soldats en un ovari súper i pentalocular. Apareixen dos primordis seminals de placentació axial a cada cavitat, i hi ha un sol estil que acaba en 5 estigmes filiformes. El fruit és un esquizocarp format per cinc mericarps soldats a l'àpex. Els mericarps poden ser reticulato-rugosos, glabres, o pubescents i tenen una o dues rugositats transversals marcades a l'àpex (part superior). Aquests se separen radialment entre ells.
La formació del fruit comença quan l'estil creix i s'endureix. Aleshores se separen les peces, cadascuna pren una fina tira (bec) de l'estil, i al mig queda el carpòfor que sosté els mericarps. Els mericarps se separen de cop de baix a dalt, a conseqüència de la tensió generada pel bec quan s'asseca (queden agafats per l'àpex mitjançant fibres delicades), alliberant d'aquesta manera les granes a través d'un porus intern que té cada mericarp. El fruit que es produeix és sec.

## Farmacologia
La seva composició química és: 
- Tanins
- Oli essencial, que conté: geraniol, citronel·lal, linalol i terpineol
- Resina
- Geraniína
- Àcids orgànics: cítric, màlic…

### Farmacologia
El seu principi actiu bàsic és el taní, que aporta a la planta una acció astringent, hemostàtica, diürètica i tònica, en general. Però també conté altres principis actius: un oli essencial que conté geraniol, la geraniína, un principi amarg, i uns quants àcids orgànics com l'àcid màlic o el cítric. La part utilitzada del Geranium robertianum són les fulles i les tiges. Per aquestes propietats s'usa sobretot la medicina infantil, ja que ni és irritant ni té un gust desagradable. Pel seu efecte diürètic té unes aplicacions en tractaments de càlculs urinaris i renals. L'oli essencial li dona un efecte analgèsic i antisèptic.

### Usos medicinals
Podem dividir els seus usos en dos grans blocs:
- Usos populars: gastroenteritis lleugeres, inflamacions osteoarticulars, ferides i úlceres dèrmiques, bucals o corneals, blefaroconjuntivitis, estomatitis, aftes bocals, faringitis, amigdalitis, gingivitis, dermatitis, eritemes, vulvovaginitis, oftalmies, herpes, etc.

Segons com sigui el seu ús popular, es pren d'una manera o d'una altra:
a) interns: infusions
b) externs: la planta fresca triturada i aplicada sobre ferides en forma de col·lutoris, gargarismes, compreses o banys oculars; els olis essencials en solució oliosa o alcohòlica.
- Usos científics: diürètic fort, astringent moderat i cicatritzant lleu.

### Toxicitat
És important assenyalar que en dosis elevades pot causar trastorns nerviosos o fenòmens al·lèrgics.
Els olis essencials provoquen hipersensibilitat. Per tant, és recomanable no prendre'n per via interna durant l'embaràs (excepte prescripció o indicació mèdica expressa), durant la lactància, a menors de dos anys, a pacients amb epilèpsia, a malalts de parkinson o altres malalties neurològiques. Tampoc es pot aplicar a persones amb al·lèrgies respiratòries. Un altre factor ha tenir en compte és el contingut alcohòlic de l'extracte i la tintura.

## Observacions

### Administració
- Cocció: per a la inflamació de boca i gola. Es bullen 60 g de fulles en 1 litre d'aigua, es filtra el líquid i s'edulcora al gust de cadascú. Amb la mescla es fan gargarismes 3 o 4 vegades al dia.
- Cataplasma: per a la curació de llagues i úlceres, s'apliquen directament les fulles fresques, netes i triturades en forma de compreses o ungüents. A continuació s'ha d'embenar amb gases i es renoven les fulles dues vegades al dia.
- Essència: de 2 a 5 gotes 3 vegades al dia, aplicades sobre un terròs de sucre en solució alcohòlica o oliosa.
- Té d'herba: per a fer gàrgares o per a aplicar directament sobre ferides. Per això s'utilitza ¼ de litre d'aigua i dos cullerades d'herba, i es bull la mescla. Ho deixes refredar, es cola i es beu una tassa dues vegades al dia.
- Per combatre els mals de gola: amb una determinada quantitat d'herba de Sant Robert es pica fins a quedar ben trinxat, i juntament amb alcohol i aigua es tapa en un pot. L'endemà es filtra a través de paper, i finalment amb mig got d'aigua es posa una cullerada d'aquest preparat i es fan gargarismes per combatre les inflamacions de gola.
- Aplicació de fulles d'herba de Sant Robert, ben triturades, directament a les ferides, ja que té propietas de regenració de la pell danyada.

A la farmàcia es poden trobar presentacions simples d'herba, tant d'oli essencial com d'extracte fluid. També existeix alguna presentació composta.

### Curiositats
Els indis de l'Oest d'Amèrica del Nord utilitzen l'herba de Sant Robert per a curar la sífilis.

### Història
Segons Laguna, el Geranium robertianum era designat des de l'edat medieval com a herba Ruperti a causa del fet que es ruboritza molt intensament. Fourinier ens informa que es va anomenar herba rubea i ruberta (del llatí ruber, que vol dir ‘vermell‘). A partir d'aquí rubertiana i, possiblement per confusió, Ruberti. Posteriorment s'hauria atribuït a Sant Rupert o Robert. I finalment, Linné va escriure amb minúscula l'epítet específic.